# (69986) 1998 WW24
(69986) 1998 WW24 est un objet transneptunien du groupe des plutinos.

## Caractéristiques
(69976) 1998 WW24 mesure environ 120 km de diamètre.

## Orbite
L'orbite de 1998 WW24 possède un demi-grand axe de 39,675 ua et une période orbitale d'environ 250 ans. Son périhélie l'amène à 30,583 ua du Soleil et son aphélie l'en éloigne de 48,766 ua. Il s'agit d'un plutino.

## Découverte
1998 WW24 a été découvert le 18 novembre 1998.